# Isuzu Axiom
Der Isuzu Axiom war ein SUV, den Isuzu in seinem zusammen mit Subaru betriebenen SIA-Werk in Lafayette (Indiana) in den Modelljahren 2002 bis 2004 als Nachfolger des Trooper herstellte. Als Basis diente das Modell Rodeo. Im Modelljahr 2005 wurde der Axiom vom Ascender abgelöst.
Der Name Axiom ging aus einem Preisausschreiben in Japan hervor. Dr. Hakan Urey aus den USA gewann es im Jahre 2001 und bekam als Preis einen Axiom.
Der Axiom wurde auch mit Allradantrieb und Torque-on-Demand-System ausgeliefert und besitzt seit 2004 auf Wunsch auch einen Motor mit Direkteinspritzung, der zwischen 230 und 250 bhp (172–186 kW) abgibt. Das radikale Styling des Axiom wurde von manchen Kunden als zu extrem empfunden; dennoch wurde eine erstaunliche Zahl von Designelementen von anderen SUVs übernommen. Unter der kantigen Karosserie des Axiom befand sich das größtenteils unveränderte Fahrwerk des Rodeo, das von Kritikern als sehr rau beschrieben wird. Die elegante Karosserie war nur in Luxusausführung verfügbar, was den Markt zusätzlich begrenzte. Der Axiom wurde im Juli 2004 nach nur drei Jahren Produktionszeit eingestellt und im Werk in Lafayette wurden nur noch Subaru-Fahrzeuge gefertigt, insbesondere der Subaru B9 Tribeca. Mit der Produktionseinstellung von Axiom und Rodeo bot Isuzu, das einmal eine komplette Palette von PKWs, LKWs und SUVs in den USA anbot, kein einziges Verbraucherfahrzeug aus japanischer Produktion mehr an. In den Jahren 2006–2009 besteht das Isuzu-Angebot nur noch aus amerikanischen GM-Fahrzeugen mit Isuzu-Emblemen: Die i-Serie ist ein GMC Canyon und der Ascender entspricht dem GMC Envoy. Isuzu zog sich von den nordamerikanischen Märkten zurück; 2003 aus Kanada und 2009 aus den USA. Der Axiom allerdings wurde nie in Kanada angeboten.

## Filme
Der Axiom kommt im Film Spy Kids vor.